# Georg von Opel
Georg Friedrich Karl Adam von Opel (Francoforte sul Meno, 18 maggio 1912 – Bad Soden am Taunus, 14 agosto 1971) è stato un imprenditore e canottiere tedesco.

## Biografia
Industriale tedesco, figlio del noto imprenditore Carl Opel e nipote di Adam Opel, fondatore della casa automobilistica tedesca Opel. A 17 anni quando la fabbrica fu venduta alla General Motors, Georg ricevette la sua parte, quasi venti milioni di lire. Una cifra enorme per l'epoca. Grazie a questa liquidità Georg diede vita alla Opel Automobile Verkaufsgesellschaft, con la partecipazione dello zio Fritz Opel.
Sposato tre volte, la prima con Irmgard von Opel, cugina dalle nutritissime sostanze, campionessa di equitazione; la seconda con María Eugenia Adelaida Herrán Olozaga, figlia di un diplomatico colombiano (Emita, sorella di María Eugenia, sposa invece Fritz von Opel, cugino di Georg); il terzo matrimonio avviene dopo la morte di María Eugenia Adelaida in un incidente stradale: Georg von Opel sposerà Sigrid Revers. Dalle tre unioni nasceranno quattro figli: Carl, Heinz, Georg e Gregor. Sarà quest'ultimo, alla morte del padre, a ereditarne la conduzione dell'impresa e a portarla al massimo sviluppo.
Georg von Opel lavorò in America nell'industria automobilistica e in Germania divenne titolare di una compagnia di pneumatici di rilievo. Si trattava della Casa tedesca Vergölst (pneumatici e autofficine - 183 sul territorio dell'allora Germania Ovest), che faceva capo alla Volks-Kraftstoff ("People's Fuel") creata nel 1955 sempre da Georg von Opel (aveva già 100 stazioni di servizio a fine anni cinquanta). Nel 1970 fu tutto acquistato dalla Conoco (oggi parte della ConocoPhillips) e la Vergölst (azienda esistente ancora oggi) è entrata a fare parte della Continental.
La famiglia Opel è diventata forte azionista della stessa Continental. Inoltre, Georg è stato a capo della rappresentanza familiare fra i supervisori della casa tedesca di pneumatici dal 1939 al 1971 e a capo di tutto il collegio dei supervisori dal 1946 al 1969.
L'imprenditore tedesco si è dedicato anche a progetti molto diversi come l'edificazione e fondazione dello zoo più importante d'Europa per l'epoca (1956), l'Opel Zoo, a Kronberg im Taunus, con più di 600 specie di animali selvatici..

## Carriera sportiva
Irrequieto, campione di canottaggio, tiratore di notevole abilità, ha praticato diversi sport e raggiunto traguardi di rilievo: fra le discipline praticate, ciclismo, tiro a segno, equitazione, auto e motociclismo, sci di fondo, pugilato, volo, pesca subacquea.
In particolare, canottaggio:
- dal 1928 al 1953 ha conseguito 117 vittorie riportate con i colori della società Ruesselheimer RK;
- nel 1932 e nel 1933 si dedica alla specialità del singolo;
- nel 1936 alle eliminazioni olimpioniche cede solo al futuro campione olimpico Gustav Schaefer.

Sempre nel canottaggio è stato sette volte campione nazionale con l'allenatore Fritz Bumme: 1947 singolo e otto; 1948 e 1949 quattro senza e otto; 1951, otto.
Nel 1952, al campionato tedesco valido per le qualificazioni alle Olimpiadi di Helsinki, Georg ha già 40 anni, ma si difende bene: il “suo” otto della società di canottaggio Rudergemeinschaft Floersheim-Ruesselheim non riesce ad averla vinta solo contro l'equipaggio della Koelner RV 1877 (di Colonia).
Georg von Opel è stato anche vicepresidente dell'Associazione tedesca di canottaggio (D.Rudererband), cofondatore e presidente della Società olimpica tedesca (DOG Deutsche Olympischen Gesellschaft), presidente della Federazione di tiro (Schuetzenbund), iniziatore del “Goldener Plan” (progetto dorato) per la costruzione di impianti sportivi e cofondatore della Stiftung Deutsche Sporthilfe, Fondazione tedesca per l'aiuto allo sport. Membro del Comitato olimpico nazionale (NOK) e, dal 1966 alla morte, del CIO (Comitato Olimpico Internazionale). Alla fine della Seconda guerra mondiale, Georg von Opel fu il primo a stringere contatti sportivi con l'estero, in particolare con l'Inghilterra.
Nel 1951 il suo otto viene sconfitto solo nella gara finale durante la regata reale di Henley, sul Tamigi.

## La fine
Verso la metà del 1971, Georg von Opel raggiunse i 188 km/h al volante di una Opel GT a propulsione elettrica (aveva due motori elettrici a corrente continua da 90 kW) lanciata sul circuito di Hockenheim.
Lo stesso anno morì in un incidente automobilistico a bordo di una Opel Kadett truccata, con un motore sovralimentato da 318 cavalli che realizzava una velocità di oltre 280 chilometri orari.